# Andrea Navagero
Andrea Navagero (Venezia, 1483 – Blois, 8 maggio 1529) è stato un poeta, letterato e diplomatico italiano.

## Biografia

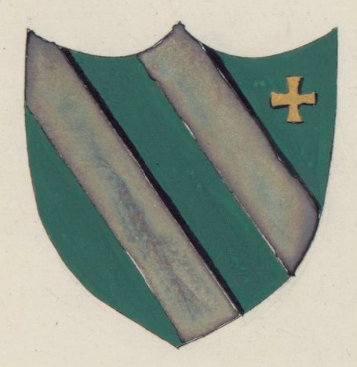
Stemma della famiglia Novagero

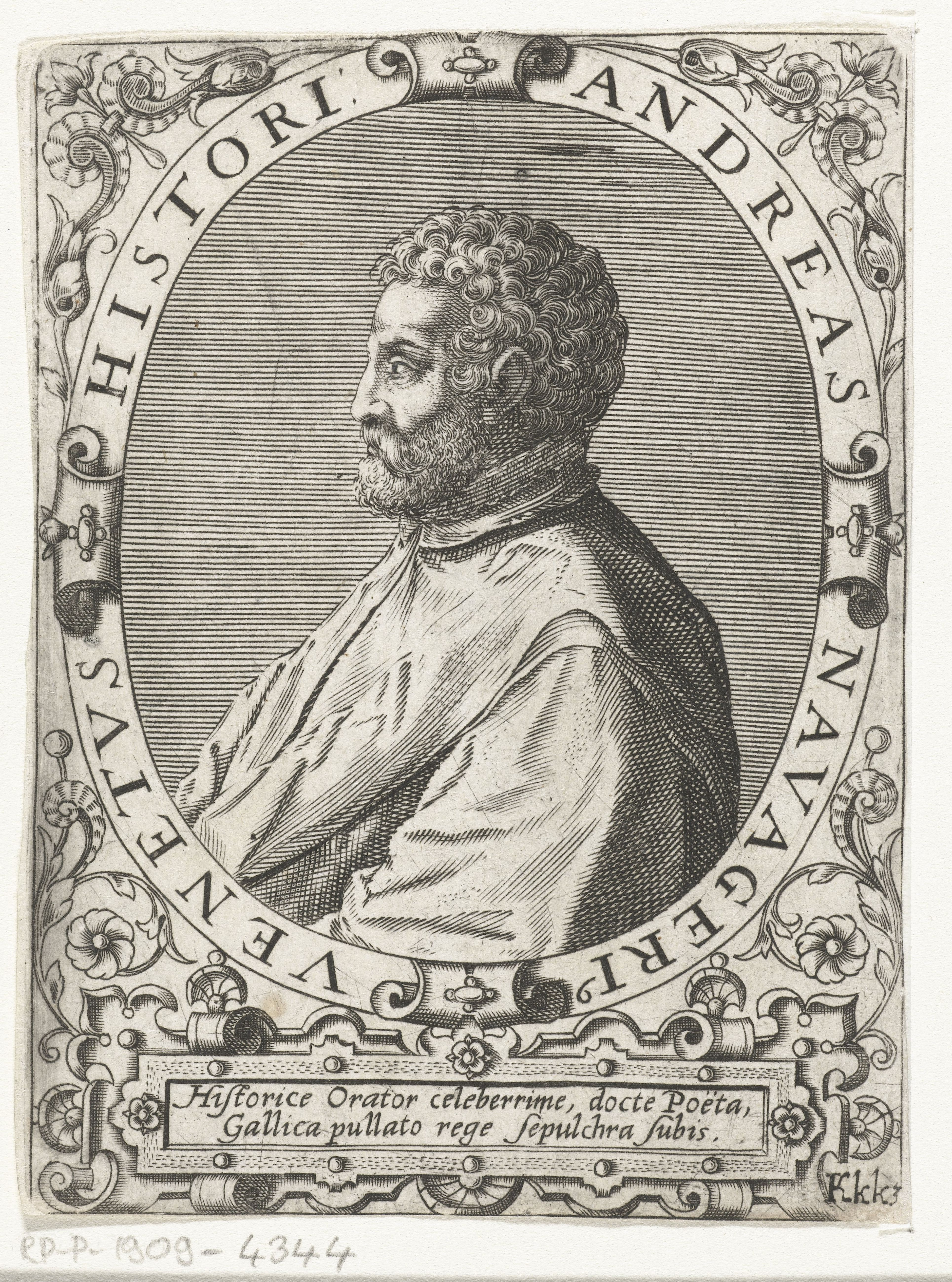
Ritratto di Andrea Navagero in: Jean-Jacques Boissard, Icones virorum illustrium doctrina & eruditione praestantium, Frankfurt am Main, de Bry, 1597-1599.

Nato in una famiglia agiata e nobile, seguì i suoi studi a Padova ed ebbe come docenti Sabellico, Musuro ed il Pomponazzi. A Venezia collaborò con Aldo Manuzio, per conto del quale si dedicò all'edizione di testi classici in latino. 
Nel 1516 fu nominato custode della biblioteca di San Marco, mentre letterariamente continuò la "Storia di Venezia" iniziata dal Sabellico (e in seguito terminata da Pietro Bembo). Il fatto che non interpellò mai Marin Sanuto, grande storico e cronista suo contemporaneo, per quest'opera che fu commissionata al Navagero dal Senato e per la quale Sanudo il giovane avrebbe sicuramente apportato qualche cosa di positivo e prezioso, causò a quest'ultimo una forte delusione. 
Fu poi nominato ambasciatore dapprima a Madrid e successivamente in Francia, presso Francesco I.
Scrisse anche in volgare, ma l'importanza di questi testi ha un carattere prevalentemente storico. Sono fra queste opere le cinque missive inviate al Ramusio ed alcune note sul suo soggiorno in Spagna. Ma la sua fama è dovuta alle liriche latine, raccolte nel "Lusus, in Carmina quinque illustrium poetarum" (1548) nelle quali narrò nella forma di scenette idilliche. Fra le altre opere figurano degli epigrammi e delle egloghe.
Per conto della Repubblica di Venezia compose orazioni funebri per la Regina di Cipro Caterina Cornaro (1510), per Bartolomeo d'Alviano (1515) e per il doge Leonardo Loredan (1521).
Nel 1779 Nicolò Erizzo, Ambasciatore della Serenissima, fece erigere una statua (la n. 43) in Prato della Valle a ricordo del Navagero.
È probabilmente suo il volto sulla sinistra del doppio ritratto di Raffaello, di fianco ad Agostino Beazzano, dipinto nel 1516 e oggi conservato in Galleria Doria Pamphilj.